# Giovanni Battista Cesana
Giovanni Battista Cesana (ur. 14 maja 1899 w Castello sopra Lecco, zm. 12 czerwca 1991) – włoski duchowny rzymskokatolicki, biskup tytularny Cerbali (1950–1953) oraz Litterae (1968–1991).
Święcenia kapłańskie przyjął 6 czerwca 1925 roku.
1 grudnia 1950 mianowany biskupem tytularnym Cerbali oraz wikariuszem apostolskim Gulu, sakrę otrzymał 1 kwietnia 1951 z rąk kard. Alfreda Ildefonsa Schustera, arcybiskupa Mediolanu, późniejszego błogosławionego. 
W 1953 został biskupem diecezji Gulu, po podsieniu wikariatu do rangi diecezji, godność tę pełnił do 1968 wtedy też przeszedł na emeryturę.
Zmarł 12 czerwca 1991.